# واتو
واتو هو شخصية خيالية في سلسلة أفلام حرب النجوم،وضعته آي جي إن في المرتبة رقم 78 ضمن أفضل 100 شخصية في أفلام حرب النجوم.